# Ivanivske, Novomîkolaiivka
Ivanivske (în ucraineană Іванівське) este un sat în comuna Storciove din raionul Novomîkolaiivka, regiunea Zaporijjea, Ucraina.

## Demografie
Componența lingvistică a localității Ivanivske
     Ucraineană (93,39%)
     Rusă (6,31%)
Conform recensământului din 2001, majoritatea populației localității Ivanivske era vorbitoare de ucraineană (93,39%), existând în minoritate și vorbitori de rusă (6,31%).